# Mistrzostwa Polski Seniorów w Lekkoatletyce 1986

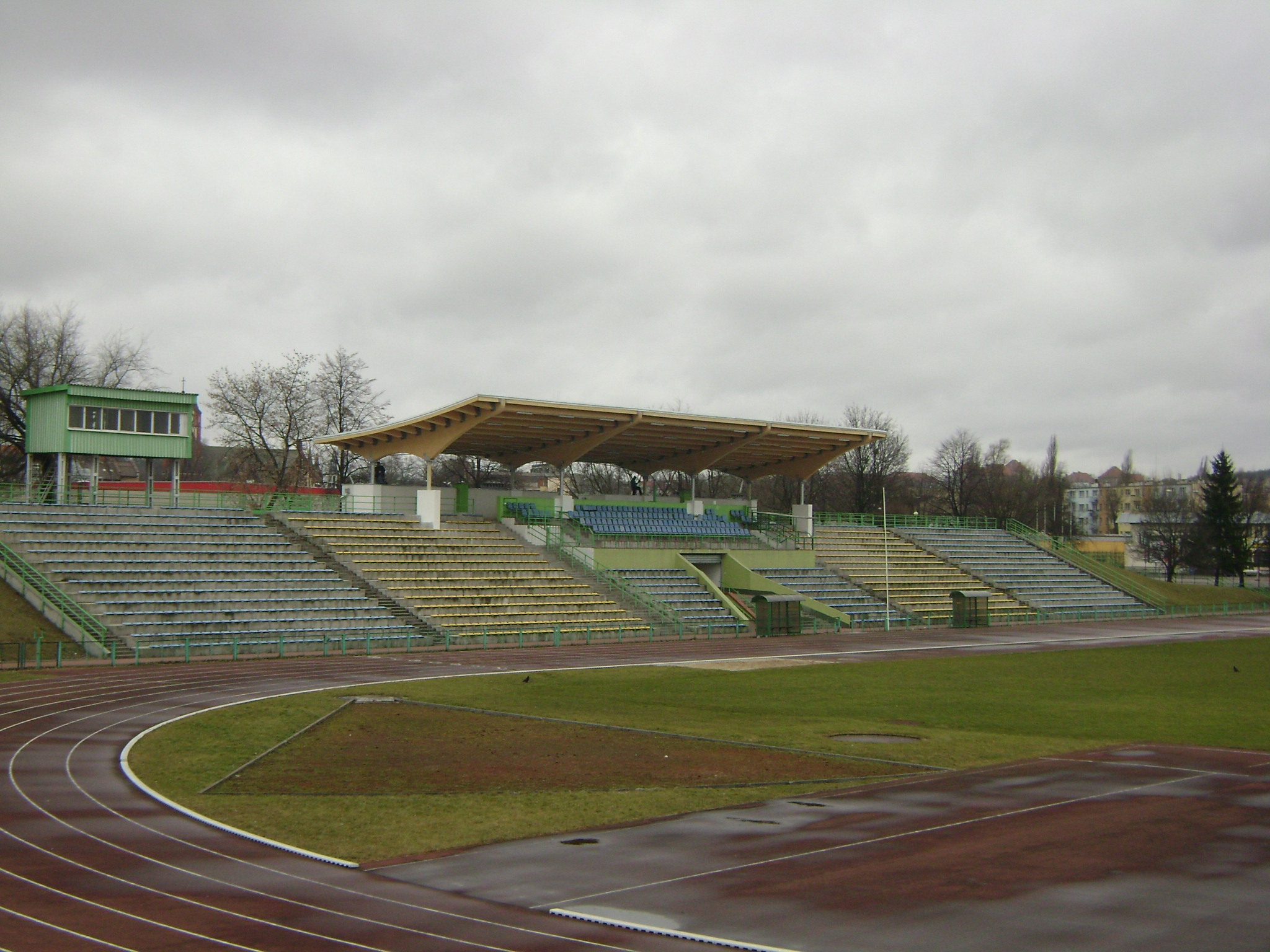
Stadion im. Bronisława Malinowskiego

62. Mistrzostwa Polski Seniorów w Lekkoatletyce – zawody, które rozgrywane były w Grudziądzu na Stadionie Miejskim między 27 a 29 czerwca 1986. Rzut oszczepem mężczyzn po raz pierwszy rozegrano oszczepem nowego typu.

## Rezultaty
| NR – rekord Polski \| SB – najlepszy wynik w sezonie \| PB – rekord życiowy |

### Mężczyźni
| Konkurencja:                  | 1. miejsce                                                                             | Rezultat  | 2. miejsce                                                                       | Rezultat  | 3. miejsce                                                                             | Rezultat  |
| Bieg na 100 m                 | Czesław Prądzyński Bałtyk Gdynia                                                       | 10,32     | Piotr Waszek Górnik Zabrze                                                       | 10,35     | Leszek Dunecki Start Lublin                                                            | 10,38     |
| Bieg na 200 m                 | Czesław Prądzyński Bałtyk Gdynia                                                       | 20,72 SB  | Leszek Dunecki Start Lublin                                                      | 21,12     | Jacek Licznerski Legia Warszawa                                                        | 21,33     |
| Bieg na 400 m                 | Andrzej Stępień Flota Gdynia                                                           | 46,27 SB  | Ryszard Wichrowski Olimpia Grudziądz                                             | 46,30     | Marek Sira AZS Łódź                                                                    | 46,58     |
| Bieg na 800 m                 | Rafał Jerzy Legia Warszawa                                                             | 1:49,72   | Marek Koza Górnik Wałbrzych                                                      | 1:50,23   | Robert Nowosielski Gwardia Warszawa                                                    | 1:50,25   |
| Bieg na 1500 m                | Waldemar Lisicki Flota Gdynia                                                          | 3:40,75   | Krzysztof Prądzyński Oleśniczanka                                                | 3:42,14   | Grzegorz Basiak Pomorze Stargard                                                       | 3:42,41   |
| Bieg na 5000 m                | Bogusław Psujek Oleśniczanka                                                           | 14:10,47  | Piotr Gralak Piast Gliwice                                                       | 14:10,64  | Robert Kowalski Budowlani Szczecin                                                     | 14:10,96  |
| Bieg na 10 000 m              | Bogusław Psujek Oleśniczanka                                                           | 29:26,46  | Tadeusz Ławicki Zagłębie Lubin                                                   | 29:27,39  | Wiesław Perszke Zawisza Bydgoszcz                                                      | 29:29,35  |
| Bieg na 110 m przez płotki    | Romuald Giegiel Górnik Zabrze                                                          | 13,75     | Krzysztof Płatek AZS Wrocław                                                     | 14,06     | Andrzej Siwek Górnik Zabrze                                                            | 14,17     |
| Bieg na 400 m przez płotki    | Ryszard Stoch Wawel Kraków                                                             | 49,93 SB  | Leszek Rzepakowski Wawel Kraków                                                  | 50,16     | Ryszard Szparak Gwardia Olsztyn                                                        | 50,19     |
| Bieg na 3000 m z przeszkodami | Henryk Jankowski AZS Poznań                                                            | 8:54,45   | Mirosław Żerkowski ROW Rybnik                                                    | 8:44,42   | Sławomir Gurny Śląsk Wrocław                                                           | 8:49,21   |
| Sztafeta 4 × 100 m            | Górnik Zabrze Joachim Helbik Robert Kurnicki Janusz Echaust Piotr Waszek               | 40,75     | Legia Warszawa Bogusław Szpiech Jacek Licznerski Zenon Licznerski Marian Woronin | 41,07     | AZS Warszawa Dariusz Dobrowolski Artur Suchocki Tomasz Jędrusik Jacek Konopka          | 41,14     |
| Sztafeta 4 × 400 m            | Wawel Kraków Waldemar Krzysztofiak Ryszard Jaszkowski Leszek Rzepakowski Ryszard Stoch | 3:11,10   | Start Lublin Cezary Sekuła Zbigniew Rytel Grzegorz Hołub Tadeusz Rogiński        | 3:12,83   | Zawisza Bydgoszcz Tomasz Kutnik Edward Małecki Krzysztof Świerczyński Zygfryd Swaczyna | 3:13,01   |
| Chód na 20 km                 | Grzegorz Ledzion Flota Gdynia                                                          | 1:24:50   | Jan Kłos Resovia Rzeszów                                                         | 1:26:38   | Jerzy Wróblewicz Pomorze Stargard                                                      | 1:27:41   |
| Skok wzwyż                    | Dariusz Zielke AZS Gdańsk                                                              | 2,25      | Bogusław Glinkowski Górnik Zabrze Krzysztof Krawczyk AZS Wrocław                 | 2,22      |                                                                                        |           |
| Skok o tyczce                 | Mariusz Klimczyk Zawisza Bydgoszcz                                                     | 5,40      | Marian Kolasa Bałtyk Gdynia                                                      | 5,40      | Tadeusz Ślusarski Skra Warszawa                                                        | 5,20      |
| Skok w dal                    | Stanisław Jaskułka AZS Warszawa                                                        | 8,16w     | Jerzy Żeligowski AZS Poznań                                                      | 8,12w     | Andrzej Klimaszewski Legia Warszawa                                                    | 8,10w     |
| Trójskok                      | Jacek Pastusiński Resovia Rzeszów                                                      | 16,72     | Krzysztof Zuch AZS Kraków                                                        | 16,49     | Waldemar Golanko AZS Biała Podlaska                                                    | 16,17     |
| Pchnięcie kulą                | Helmut Krieger Chemik Kędzierzyn                                                       | 21,30 SB  | Edward Sarul Górnik Zabrze                                                       | 20,74     | Janusz Gassowski Zawisza Bydgoszcz                                                     | 19,78     |
| Rzut dyskiem                  | Dariusz Juzyszyn AZS Wrocław                                                           | 63,52     | Stanisław Grabowski Chemik Kędzierzyn                                            | 61,16     | Jacek Strychalski Legia Warszawa                                                       | 60,24     |
| Rzut młotem                   | Wacław Filek Hutnik Kraków                                                             | 73,46     | Leszek Woderski Zawisza Bydgoszcz                                                | 72,92     | Henryk Królak Olimpia Poznań                                                           | 72,02     |
| Rzut oszczepem                | Stanisław Górak Lechia Gdańsk                                                          | 77,78     | Mirosław Szybowski Gryf Słupsk                                                   | 73,94     | Stanisław Witek Gryf Słupsk                                                            | 71,48     |
| Dziesięciobój                 | Janusz Leśniewicz Wawel Kraków                                                         | 7827 pkt. | Krzysztof Krakowiak Olimpia Poznań                                               | 7771 pkt. | Marek Kubiszewski Górnik Zabrze                                                        | 7726 pkt. |

### Kobiety
| Konkurencja:               | 1. miejsce                                                                    | Rezultat   | 2. miejsce                                                                        | Rezultat  | 3. miejsce                                                                          | Rezultat  |
| Bieg na 100 m              | Ewa Kasprzyk Olimpia Poznań                                                   | 10,93 NR   | Jolanta Janota Start Lublin                                                       | 11,19     | Urszula Jaros Górnik Zabrze                                                         | 11,20     |
| Bieg na 200 m              | Ewa Kasprzyk Olimpia Poznań                                                   | 22,54      | Jolanta Janota Start Lublin                                                       | 23,07     | Ewa Kiedrowska Legia Warszawa                                                       | 24,16     |
| Bieg na 400 m              | Marzena Wojdecka Start Łódź                                                   | 51,44      | Małgorzata Dunecka Start Lublin                                                   | 52,53     | Elżbieta Kapusta Budowlani Kielce                                                   | 52,58     |
| Bieg na 800 m              | Grażyna Kowina Kłos Olkusz                                                    | 2:02,52    | Brygida Bąk Chemik Kędzierzyn                                                     | 2:02,63   | Anna Rybicka AZS Wrocław                                                            | 2:02,72   |
| Bieg na 1500 m             | Barbara Klepka Start Lublin                                                   | 4:19,31    | Wanda Panfil Lechia Tomaszów Mazowiecki                                           | 4:20,14   | Anna Rybicka AZS Wrocław                                                            | 4:21,24   |
| Bieg na 3000 m             | Renata Kokowska Orzeł Wałcz                                                   | 9:00,24 SB | Wanda Panfil Lechia Tomaszów Mazowiecki                                           | 9:01,71   | Marzanna Ulidowska Górnik Zabrze                                                    | 9:08,74   |
| Bieg na 100 m przez płotki | Małgorzata Nowak Gwardia Warszawa                                             | 13,57      | Barbara Latos Gwardia Warszawa                                                    | 13,64     | Iwona Parucka Warszawianka                                                          | 13,79     |
| Bieg na 400 m przez płotki | Genowefa Błaszak Chemik Kędzierzyn                                            | 55,56      | Jolanta Stalmach Gwardia Warszawa                                                 | 56,84     | Beata Adamczyk Górnik Zabrze                                                        | 58,61     |
| Sztafeta 4 × 100 m         | Start Łódź Małgorzata Zep Marzena Wojdecka Monika Zając Jolanta Bartczak      | 46,62      | Start Lublin Małgorzata Wincek Jolanta Janota Małgorzata Dunecka Justyna Wadowska | 46,70     | Legia Warszawa Elżbieta Szulc Ewa Kiedrowska Elżbieta Piechna Małgorzata Kurach     | 47,06     |
| Sztafeta 4 × 400 m         | Chemik Kędzierzyn Elżbieta Kilińska Dorota Dziak Brygida Bąk Genowefa Błaszak | 3:43,83    | Start Lublin Beata Hoffman Dorota Buczkowska Ewa Gawda Małgorzata Dunecka         | 3:47,55   | Gwardia Olsztyn Małgorzata Birbach Barbara Brzyska Anna Ślipiko Beata Krzemieniecka | 3:54,86   |
| chód na 5000 m             | Zofia Wolan Stal Stalowa Wola                                                 | 24:02,68   | Anna Bąk Stal Stalowa Wola                                                        | 24:12,51  | Kazimiera Mróz Tęcza Mielec                                                         | 24:24,40  |
| Skok wzwyż                 | Danuta Bułkowska AZS Wrocław                                                  | 1,95       | Elżbieta Trylińska AZS Warszawa                                                   | 1,92      | Urszula Kielan Gwardia Warszawa                                                     | 1,86      |
| Skok w dal                 | Agata Karczmarek Legia Warszawa                                               | 6,92w      | Jolanta Bartczak Start Łódź                                                       | 6,74w     | Elżbieta Klimaszewska AZS Warszawa                                                  | 6,68w     |
| Pchnięcie kulą             | Małgorzata Wolska Zawisza Bydgoszcz                                           | 17,46      | Małgorzata Nowak Gwardia Warszawa                                                 | 16,59     | Teresa Pawliszcze Górnik Zabrze                                                     | 15,83     |
| Rzut dyskiem               | Renata Katewicz Start Elbląg                                                  | 61,16      | Ewa Siepsiak Śląsk Wrocław                                                        | 59,88     | Danuta Zrajkowska Jagiellonia Białystok                                             | 50,84     |
| Rzut oszczepem             | Genowefa Olejarz AZS Warszawa                                                 | 61,04      | Maria Jabłońska Lechia Gdańsk                                                     | 57,04     | Iwona Machowina Zawisza Bydgoszcz                                                   | 53,22     |
| Siedmiobój                 | Lidia Bierka Gryf Słupsk                                                      | 5913 pkt.  | Małgorzata Lisowska Górnik Wałbrzych                                              | 5694 pkt. | Urszula Włodarczyk AZS Wrocław                                                      | 5683 pkt. |

## Biegi przełajowe
58. mistrzostwa Polski w biegach przełajowych rozegrano 9 marca w Warszawie. Kobiety rywalizowały na dystansie 4 kilometrów, a mężczyźni na 10 km.

### Mężczyźni
| Konkurencja:            | 1. miejsce                   | Rezultat | 2. miejsce                       | Rezultat | 3. miejsce                | Rezultat |
| Bieg przełajowy (10 km) | Bogusław Psujek Oleśniczanka | 32:27    | Sławomir Gurny Zawisza Bydgoszcz | 32:28    | Karol Dołęga Oleśniczanka | 32:29    |

### Kobiety
| Konkurencja:           | 1. miejsce                  | Rezultat | 2. miejsce                 | Rezultat | 3. miejsce                         | Rezultat |
| Bieg przełajowy (4 km) | Renata Kokowska Orzeł Wałcz | 14:22    | Lidia Camberg AZS Katowice | 14:33    | Małgorzata Birbach Gwardia Olsztyn | 14:39    |

## Maraton
Rywalizacja w maratonie (kobiet i mężczyzn) miała miejsce 6 kwietnia w Dębnie.

### Mężczyźni
| Konkurencja: | 1. miejsce                    | Rezultat   | 2. miejsce                  | Rezultat | 3. miejsce                          | Rezultat |
| Maraton      | Antoni Niemczak Śląsk Wrocław | 2:10:34 NR | Wiktor Sawicki Wawel Kraków | 2:11:18  | Jerzy Skarżyński Budowlani Szczecin | 2:11:42  |

### Kobiety
| Konkurencja: | 1. miejsce                      | Rezultat   | 2. miejsce                           | Rezultat | 3. miejsce                         | Rezultat |
| Maraton      | Renata Walendziak Bałtyk Gdynia | 2:32:30 NR | Gabriela Górzyńska Zawisza Bydgoszcz | 2:33:24  | Grażyna Mierzejewska Bałtyk Gdynia | 2:33:44  |

## Chód na 50 km
Zawody mistrzowskie w chodzie na 50 kilometrów mężczyzn rozegrano 20 kwietnia w Rzeszowie.
| Konkurencja:  | 1. miejsce                    | Rezultat   | 2. miejsce                        | Rezultat | 3. miejsce                    | Rezultat |
| Chód na 50 km | Grzegorz Ledzion Flota Gdynia | 3:52:23 NR | Jerzy Wróblewicz Pomorze Stargard | 4:08:39  | Adam Urbanowski Śląsk Wrocław | 4:10:29  |

## Chód na 10 km
Mistrzostwa w chodzie na 10 kilometrów kobiet rozegrano 10 maja w Stalowej Woli.
| Konkurencja:  | 1. miejsce                | Rezultat | 2. miejsce                 | Rezultat | 3. miejsce                         | Rezultat |
| Chód na 10 km | Renata Rogóż Tęcza Mielec | 49:21 NR | Anna Bąk Stal Stalowa Wola | 49:25    | Katarzyna Figurowska Lechia Gdańsk | 49:27    |

## Bieg na 5000 m kobiet
Mistrzostwa w biegu na 5000 metrów kobiet rozegrano 3 czerwca w Grudziądzu, w ramach memoriału Bronisława Malinowskiego.
| Konkurencja:   | 1. miejsce                  | Rezultat | 2. miejsce                              | Rezultat | 3. miejsce                 | Rezultat |
| Bieg na 5000 m | Renata Kokowska Orzeł Wałcz | 15:56,19 | Wanda Panfil Lechia Tomaszów Mazowiecki | 16:00,82 | Lidia Camberg AZS Katowice | 16:16,71 |

## Bieg na 10 000 m kobiet
Mistrzostwa w biegu na 10 000 metrów kobiet rozegrano 2 sierpnia w Sopocie.
| Konkurencja:     | 1. miejsce                  | Rezultat    | 2. miejsce              | Rezultat | 3. miejsce                         | Rezultat |
| Bieg na 10 000 m | Renata Kokowska Orzeł Wałcz | 33:27,95 NR | Anna Iskra AZS Katowice | 34:24,15 | Małgorzata Birbach Gwardia Olsztyn | 34:25,45 |

## Półmaraton
Półmaraton kobiet i mężczyzn odbył się 9 sierpnia w Brzeszczach. Rywalizowano na dystansie 20 kilometrów.

### Mężczyźni
| Konkurencja: | 1. miejsce                  | Rezultat | 2. miejsce                     | Rezultat | 3. miejsce                    | Rezultat |
| Półmaraton   | Wiktor Sawicki Wawel Kraków | 1:00:18  | Tadeusz Ławicki Zagłębie Lubin | 1:00:50  | Antoni Niemczak Śląsk Wrocław | 1:00:56  |

### Kobiety
| Konkurencja: | 1. miejsce              | Rezultat | 2. miejsce                       | Rezultat | 3. miejsce                         | Rezultat |
| Półmaraton   | Anna Iskra AZS Katowice | 1:13:11  | Katarzyna Chylińska Start Lublin | 1:13:36  | Grażyna Mierzejewska Bałtyk Gdynia | 1:15:20  |